# Antonio Pérez de Olaguer
Antonio Pérez de Olaguer Feliu (Barcelona, 16 d'abril de 1907 - Barcelona, 29 de març de 1968) va ser un escriptor i periodista català, col·laborador en diversos diaris i director de la revista catòlica La Familia.

## Biografia
Pertanyia a una família d'alts funcionaris colonials i amb arrels en les Illes Filipines. Era fill de Luis Pérez Samanillo i de Francisca de Olaguer-Feliu Ramírez, a més de nebot del general José Olaguer-Feliú y Ramírez i besnet d'Antonio Olaguer Feliu, virrei del Riu de la Plata.
Va estudiar comerç amb els jesuïtes i es va dedicar al periodisme, col·laborant en la premsa espanyola i filipina; i a la literatura, conreant la poesia i el teatre.
Plenament implicat en la causa carlina, va ser membre de la Junta Regional Carlista de Catalunya i redactor de El Cruzado Español i La Hormiga de Oro. El 1935 va presentar la seva obra teatral Más leal que galante juntament amb Benedicto Torralba de Damas en favor del carlisme. Va ser fundador i director de la revista catòlica La Familia, amb seu a Barcelona, des d'on va impulsar campanyes en favor de l'hospital de Sant Llàtzer i la construcció del Temple Expiatori de la Sagrada Família. També va fundar les revistes Momento, El mirlo blanco, Don Fantasma i Guiriguay.
En començar la Guerra Civil Espanyola, el seu pare i el seu germà van ser assassinats pels republicans el 26 de juliol de 1936. Antonio Pérez d'Olaguer va aconseguir fugir de Barcelona a Itàlia i va tornar a Espanya per unir-se a la causa dels revoltats, ajudant en la propaganda per al franquisme i especialment el carlisme. Durant la contesa va col·laborar en diversos periòdics rebels, entre ells, El Pensamiento Alavés. Durant els anys 40 i 50 va escriure també per a la revista Cristiandad.
És autor de nombroses obres, entre les quals es destaquen els llibres El terror rojo en Cataluña i El terror rojo en Andalucía, on denuncia els crims comesos sobre sacerdots, religiosos i desafectes al Front Popular, a Catalunya i Andalusia durant la Guerra civil espanyola ; i el seu llibre El Terror amarillo en Filipinas, on denuncia els crims comesos pels japonesos sobre ciutadans espanyols residents a Manila, durant la Segona Guerra Mundial.
Va realitzar nombrosos viatges, amb els quals va fer set vegades la volta al món. Les seves impressions de viatge les va exposar en conferències i col·loquis, i també en llibres com Mi vuelta al mundo. Va treballar també en obres de caritat en favor dels leprosos de Fontilles.
Va ser president de l'Associació Literària Iberoamericana i membre de la Reial Acadèmia Sevillana de Bones Lletres i de l'Institut d'Estudis Hispànics de Barcelona, a més de col·laborador de l'Enciclopèdia Espasa. Va morir a Barcelona el 29 de març de 1968.
El 2005 va ser traduït a l'anglès el seu llibre El Terror amarillo en Filipinas, i publicat amb el títol de Terror in Manila. February 1945.

## Obres
- 1925: Ensayos literarios
- 1928: De occidente a oriente por Suez
- 1928: Españolas de Londres
- 1932: La ciudad que no tenía mujeres
- 1933: El Canónigo Collell
- 1934: Mi vuelta al mundo
- 1936: El romance de Ana María
- 1937: El terror rojo en Cataluña
- 1937: Los de Siempre. Hechos y Anécdotas del Requeté
- 1938: El terror rojo en Andalucía
- 1938: Lágrimas y sonrisas
- 1939: Elvira, Tomás Rúfalo y yo
- 1939: Amor y sangre
- 1939: Piedras vivas, biografía del capellán requeté José Ma. Lamamié de Clairac y Alonso
- 1939: Memorias de un recién casado
- 1940: El terror rojo en la montaña
- 1940: El Padre pro precursor
- 1941: El Novelista que vio las estrellas
- 1943: Mi segunda vuelta al mundo
- 1947: El Terror amarillo en Filipinas
- 1950: Estampas Carlistas
- 1950: El mundo por montera
- 1950: Al leer será el reír: artículos de humor y otras cosas serias
- 1950: Aventura de amor y de viaje, y otras aventuras de viaje y de amor
- 1950: Son mis humores reales
- 1953: Hospital de San Lázaro
- 1957: Envío a mis amigos ... que me han dado dinero
- 1959: Eva acepta la manzana
- 1967: Mi padre, un hombre de bien
- 1968: Paso al rey!

### Teatre
- 1935: Más leal que galante: drama en dos actos y en verso (amb Benedicto Torralba de Damas)

## Articles

### Culturals i humorístics
- Mi vuelta al mundo: El teatro en el Japón a La Esfera (15/2/1930)
- La ciudad que no tenía mujeres a Gutiérrez (30/7/1932)
- Desde Sevilla: Un baño con los tiburones a El Día (22/5/1933)
- Con los brazos en cruz a La Cruz (17/08/1933)
- Notas de humor: EL BOXEO a La Hormiga de Oro (31/5/1934)
- Hablando con las verrugas de Azaña a Gutiérrez (1/9/1934)
- Desde las Ramblas ¡Barcelona está que arde! a Gutiérrez (22/9/1934)
- ¿Se come bien o se come mal en Nueva York? a Algo (5/1/1935)
- ¡Que venga el médico! a La Hormiga de Oro (19/9/1935)
- Perfiles humorísticos: El matemático a La Hormiga de Oro (14/5/1936)
- Hablando con los ilustres comediógrafos Serafín y Joaquín Álvarez Quintero a La Hormiga de Oro (16/7/1936)
- Perfiles humorísticos: En el restaurante a El Pensamiento Alavés (19/8/1938)
- Cuando S. S. el Papa Pío XII perdió su anillo a Cristiandad (1/4/1944)
- Del Congreso Nacional del Teatro Católico, al estreno de un dramón, en tres actos, de Jean Anouilh, en Barcelona a Cristiandad (1/7/1955)
- Fulgurante universalidad de las fiestas Navideñas a Cristiandad (15/1/1957)
- Crítica de las críticas de ciertos críticos que me han llamado, despectivamente, facilón, botaratillo y, sobre todo, pacato a Cristiandad (1/7/1957)
- Crítica de la autocrítica y de una campañita a Cristiandad (1/9/1957)

### Sobre el Catolicisme
- La negación de Pedro a La Hormiga de Oro (9/4/1936)
- León XIII y los obreros españoles a Cristiandad (1/9/1944)
- Pío XI y la exaltación de los Santos a los Altares a Cristiandad (1/11/1944)
- Una púrpura cargada de días y de obras, biografia del cardenal Segura a Cristiandad (1/2/1953)
- Ante la formación, el desenvolvimiento y los problemas actuales del periodista católico a Cristiandad (1/1/1955)
- A Dios lo que es de Dios... y al diablo, nada a Cristiandad (1/5/1956)
- Ante la supuesta inexistencia del escritor católico a Cristiandad (1/5/1957)
- El Padre Orlandis, su obra, su herencia a Cristiandad (1/3/2000)

### Sobre història
- Hace ciento cincuenta años que murió, en el patíbulo, María Antonieta a Cristiandad (1/3/1944)
- La defensa de la Puerta Pía a Cristiandad (1/5/1944)
- Y vinieron los lodos... a Cristiandad (1/2/1955)
- Diálogos sin trascendencia: No pasa nada a Cristiandad (1/4/1955)

### Sobre el Carlisme i la Guerra Civil
- Hablando con don Manuel Fal Conde, jefe regional de Andalucía a El Siglo Futuro (27/5/1933)
- Así caen los héroes: Episodios del terror rojo en Cataluña a Heraldo de Zamora (14/11/1936)
- En el ascensor: Anécdota del general traidor Llano de la Encomienda, al que un miliciano en pleno comunismo, le obliga a subir la escalera a pie como su asistente a El Pensamiento Alavés (24/11/1936)
- Así son los requetés a El Pensamiento Alavés (1/3/1937)
- La camisa vieja a El Pensamiento Alavés (10/4/1937)
- Destellos del alma inmortal de España: Notas del hospital (rigurosamente históricas) a La Victoria (1/5/1937)
- El terror rojo en Cataluña: Siega de carlistas en Tarragona a El Pensamiento Alavés (29/5/1937)
- Notas del frente de Córdoba: Las "margaritas" del pueblo a El Pensamiento Alavés (2/7/1937)
- Recordando la muerte del réprobo a la Hoja oficial del lunes (20/12/1937)
- Gestas y gestos de las 'boinas rojas': La camisa de los tres corazones a Diario Palentino (7/5/1938)
- El emboscado: Un requeté de sesenta años a quien sólo el reuma pudo retirar de los frentes a Diario Palentino (19/5/1938)
- Tertulia en el cielo a El Pensamiento Alavés (4/8/1938)
- Finezas de amor: Tres navidades (11/1/1939), a Agencia "Faro"
- Estampas carlistas: El rosario en el parapeto a El Requeté (1/2/1939)
- Memorias de un recién casado a la Hoja oficial de la provincia de Barcelona (21/8/1939)